# Leucandra sphaeracella
Leucandra sphaeracella är en svampdjursart som beskrevs av Wörheide och Hooper 2003. Leucandra sphaeracella ingår i släktet Leucandra och familjen Grantiidae. Inga underarter finns listade i Catalogue of Life.